# Романов Олександр Олегович
Олександр Олегович Романов (23 січня 1992, Київ — 15 серпня 2022, Харківська область) — український військовослужбовець, молодший сержант  РДП ГУР МО України "Ахілл", учасник російсько-української війни. Герой України (2023).

## Життєпис
Родом з Києва.
2008 року закінчив Чернігівський військовий ліцей з посилено фізичною підготовкою. Працював автомеханіком.
Після початку повномасштабного російського вторгнення став добровольцем ТрО, а пізніше — у Збройних силах України, служив командиром відділення розвід диверсійного підрозділу особливого призначення ГУР МО України Ахілл, виконував особливі завдання.
Загинув 15 серпня 2022 року в бою з окупантами біля м. Харкова. При виконанні особливого завдання, підрозділ виходив з тилу ворога, зав'язався бій. Романов О.О. залишився прикривати відхід групи, отримав поранення в шию не сумісне з життям. Повідомивши по рації про те, що він вже двохсотий, він продовжив стримувати окупантів поки не відпрацював увесь боєкомплект кулемета, після чого попрощався з побратимами по рації і на місті помер.
Похований Лісовому кладовищі м. Києва.

## Нагороди
- звання Герой України з удостоєнням ордена «Золота Зірка» (8 липня 2023, посмертно) — за особисту мужність і героїзм, виявлені у захисті державного суверенітету та територіальної цілісності України, самовіддане служіння Українському народові[1];
- медаль «Честь. Слава. Держава» (7 червня 2023, посмертно) — за мужність, патріотизм, високу громадянську позицію, героїзм, бойові заслуги у захисті незалежності, суверенітету та територіальної цілісності України.